# Gamergate
Gamergate, även Quinnspiracy, är en kontrovers som relaterar till kvinnohat inom den amerikanska datorspelskulturen, men även etiska frågor vad gäller speljournalistik, som uppmärksammats i USA med början augusti 2014. Inledningsvis gällde kontroversen ryktesspridning kring spelutvecklaren Zoe Quinns personliga relationer. Framöver attackerades även kulturkritikern Anita Sarkeesian, spelutvecklaren Brianna Wu samt ett antal andra kvinnor med anknytning till datorspelsindustrin. Sedan dess har ett flertal underordnade kontroverser kring speljournalism uppstått i relation till rörelsen. Gamergate-rörelsen är ledarlös och definieras främst genom användandet av hashtaggen #gamergate på Twitter. Rörelsen har senare också sammanknutits med den konservativa alt-right-rörelsen.

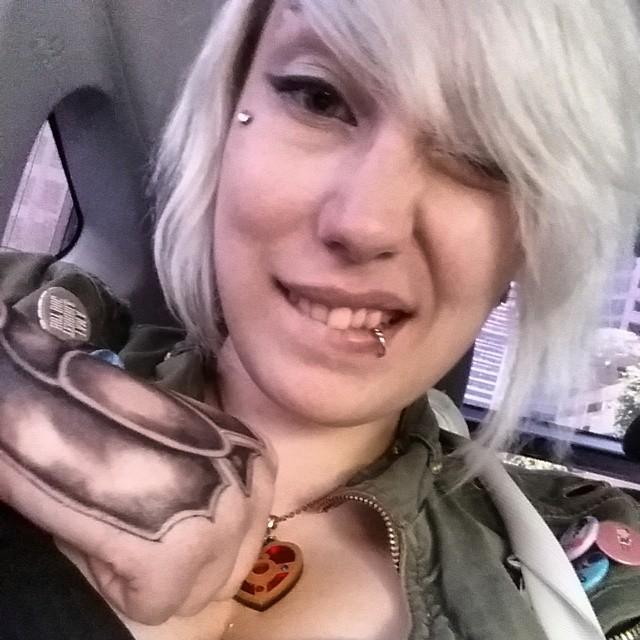
Spelutvecklaren Zoe Quinn, en av de tidigast trakasserade i Gamergate-kampanjen.

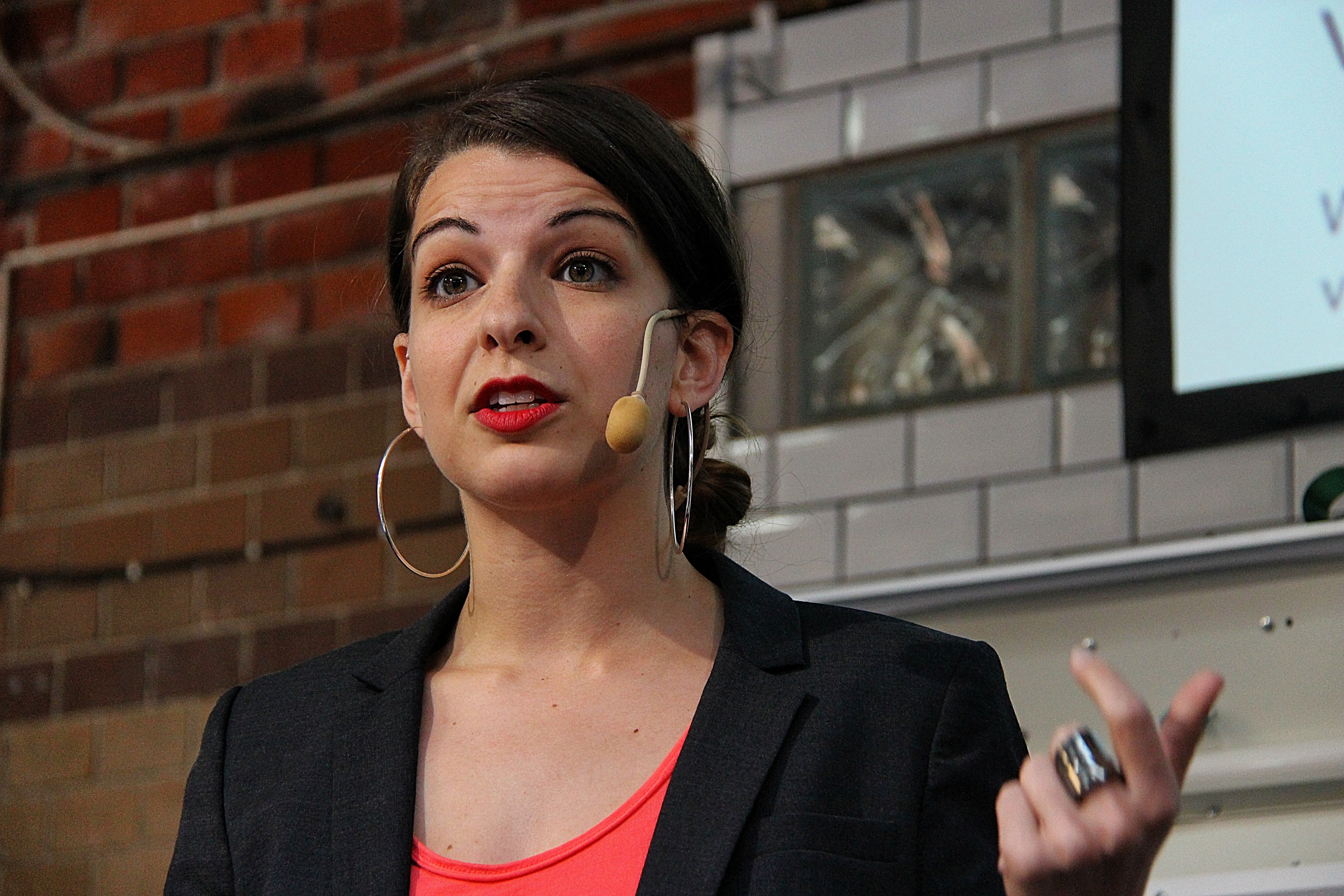
Anita Sarkeesian, som drabbades av dödshot.

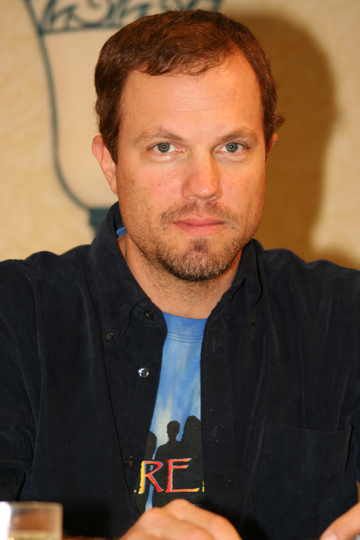
Skådespelaren Adam Baldwin myntade hashtaggen #gamergate.

## Händelseförlopp
Den 16 augusti 2014 publicerade datorforskaren Eron Gjoni ett blogginlägg där han påstod att hans tidigare flickvän, spelutvecklaren Zoe Quinn, varit otrogen med flera namngivna individer. Blogginlägget fick snart stor uppmärksamhet. Diskussion på sociala medier kom snart att fokusera på misstanken att Quinn använt sex för att erhålla bättre recensioner av sitt spel, Depression Quest, men dessa anklagelser har diskrediterats. Quinn mottog i anslutning till detta ett flertal, och upprepade, våldtäkts- och dödshot, vilka drev henne att fly sitt hem. Därefter publicerade en av hennes tidigare partner hämndporr på internet. När media lät bli att rapportera om saken av hänsyn till att det var en privatsak mellan de inblandade såg många Gamergate-supportrar det som att händelsen "censurerades".

### Gamergate får sitt namn
Den 27 augusti fick kontroversen nytt liv när den konservative skådespelaren Adam Baldwin hjälpte till att sprida länkar till YouTube-kanalen Internet Aristocrat och dess Quinn-kritiska videor om speljournalistik under hashtaggen #gamergate (innan dess hade händelsen kallats "Quinnspiracy"). Den första veckan användes hashtaggen över 244 000 gånger på Twitter. Enligt Twitters analyswebbplats Topsy hade ordet gamergate använts drygt 1,8 miljoner gånger. Hashtaggen #gamergate och den frivilliga identiteten "Gamergater" har sedan kommit att användas för att signalera att man är kritisk mot de som menar att frågan handlar om misogyni snarare än om etik inom speljournalistiken.

### Attacker mot Sarkeesian
Ungefär samtidigt rapporterade Anita Sarkeesian, som producerar videoserien Tropes vs. Women, att hon också mottagit dödshot, genom att bland annat publicera en veckas trakasserier från diverse Twitteranvändare.
De Gamergate-relaterade attackerna utfördes delvis av användare på Internetforumen Reddit, 4chan och 8chan. Trakasserierna inkluderade avslöjanden av privat information samt våldtäkts- och dödshot, inklusive hot om massmord vid en offentlig föreläsning. Även personer som stått bakom hashtaggen #gamergate har fått utstå trakasserier.

### Etik inom speljournalistiken
Gamergateaktivister upptäckte att vissa spelutvecklare hade nära kopplingar till speljournalister. Exempelvis skrev Patricia Hernandez om spel som skapats av Anna Anthropy, som hade varit hennes rumskamrat. Ben Kuchera skrev om Zoe Quinns spel efter att skänkt pengar till hennes Patreon-konto. Det ledde bland annat till hårdare etiska regler på spelrecensionswebbplatserna Kotaku och Polygon.
Journalisten Milo Yiannopoulos avslöjade den 17 september 2014 en maillista vid namn GameJournoPros där diverse speljournalister medverkade och som även innehöll diskussion kring Gamergate, med motiveringen att listan bekräftade misstankar om sammansvärjningar inom speljournalistiken. Flera kommentatorer har dock opponerat sig mot att konversationen skulle varit besvärande och snarare menat att den utgjorde en normal konversation mellan yrkesutövare. Maillistan stängdes ned efter att den blev offentlig.
Gamergate-rörelsen fick även stöd av individer som använde hashtaggen #NotYourShield. Denna skapades av anonyma användare på 4chan som ett sätt för minoriteter att demonstrera fram sitt stöd. En del av de konton som använt hashtaggen har dock visat sig vara fingerade.

## De två synvinklarna
Diskussionen i sociala medier och inom journalistiken har sedan dess kretsat kring två olika synvinklar. Den ena menar att många spelare är misogyna män som vill förhindra kvinnor i spelbranschen från att kunna försörja sig.
| ”            | De försöker gömma sitt hat mot kvinnor bakom en rökridå. Det är så lätt att genomskåda. De hävdar att de bryr sig om etik och journalistisk integritet men de enda människor de har gett sig på är kvinnor. De talar inte om större spelutvecklare som bjuder journalister på mat och vin. Det hela handlar bara om ‘vem kan ha kysst vem’? Särskilt vilken kvinna som kan ha kysst någon.” | „ |
| – Zoe Quinn, | |   |

SvD:s Elias Björkman anser att Gamergate aldrig handlade "om en seriös debatt om datorspelsjournalistikens eventuella kris" utan använder beskrivningen: ”Nej, Gamergate är inte konsumentaktivism. Det är en perfekt storm av misogyni, konservatism och revirtänkande.”
Gamergate har av andra setts som en del av ett kulturkrig kring datorspelskulturen, det kulturella erkännandet av datorspel, social kritik av datorspel och den sociala identiteten hos datorspelare. Många användare av hashtaggen har sagt att deras mål är att förbättra den journalistiska etiken kring bevakningen av datorspel.
Enligt Viktor Eriksson, som har granskat Gamergate-kontroversen i sitt examensarbete i journalistik på Göteborgs Universitet, fokuserar 5 000 av en 5 870 sidor lång IRC-chatlogg på 4chan (under rubriken "Burgers & Fries") från rörelsens start på kvinnliga spelutvecklare och kritiker. Enbart cirka 100 sidor bedömer Eriksson handlar om korruption bland speljournalister, vilket han tolkar som att "Gamergate har sitt ursprung i hatattacker mot kvinnliga spelkritiker."

### Källhänvisningar
Den här artikeln är helt eller delvis baserad på material från engelskspråkiga Wikipedia, 3 februari 2015.
1. 1 2  Joachim, Sundell. ”Ny undersökning: Gamergate handlade om kvinnohat”. SVT. http://www.svt.se/kultur/ny-undersokning-gamergate-handlade-om-kvinnohat. Läst 12 mars 2015.
2. ↑  74,140 reasons that #GamerGate isn't about the ethics of journalism, Alex Abad-Santos, Vox.com, läst 15 april 2015
3. ↑  ”If It's Not About Ethics...”. https://www.youtube.com/watch?v=wy9bisUIP3w. Läst 29 mars 2015.
4. 1 2 3 4  GamerGate: A Closer Look At The Controversy Sweeping Video Games, Erik Kain, Forbes, läst 15 april 2015
5. ↑  Dredge, Stuart (2015-01-27): "Anita Sarkeesian launching new video series focused on masculinity in games". Theguardian.com. Läst 5 februari 2015. (engelska)
6. ↑  Anita Sarkeesian för en kamp i en sexistisk bransch, Dagens Nyheter, läst 13 augusti 2016
7. ↑  Anita Sarkeesian interview: 'The word "troll" feels too childish. This is abuse', The Guardian, Jessica Valenti, läst 13 augusti 2016
8. ↑  Edwards, Jim (2014-10-13): "Video Gamers Are Having A Bizarre Debate Over Whether Sending Death Threats To Women Is A Serious Issue". Arkiverad 17 maj 2015 hämtat från the Wayback Machine. Businessinsider.com. Läst 5 februari 2015. (engelska)
9. ↑  ”A note on disclosure”. http://www.pcgamer.com/a-note-on-disclosure/. Läst 29 mars 2015.
10. 1 2  Kain, Erik. ”The Escapist #GamerGate Forums Brought Down In DDoS Attack”. http://www.forbes.com/sites/erikkain/2014/09/20/the-escapist-forums-brought-down-in-ddos-attack/. Läst 7 juli 2015.
11. ↑  Lees, Matt (1 december 2016). ”What Gamergate should have taught us about the 'alt-right'” (på brittisk engelska). The Guardian. ISSN 0261-3077. https://www.theguardian.com/technology/2016/dec/01/gamergate-alt-right-hate-trump?CMP=fb_gu. Läst 2 december 2016.
12. ↑  TL;DR:, Eron Gjoni, The Zoe Post, läst 15 april 2015
13. ↑  The Man Who Sparked GamerGate Regrets The Harassment, Says He’d Do It Again, Joseph Bernstein, Buzzfeed, läst 15 april 2015
14. ↑  The sexist crusade to destroy game developer Zoe Quinn, Aja Romano, The Daily Dot, läst 15 april 2015
15. 1 2  Misogyny, death threats and a mob of trolls: Inside the dark world of video games with Zoe Quinn - target of #GamerGate, Radhika Sanghani, The Daily Telegraph, läst 15 april 2015
16. ↑  "5 Things I Learned as the Internet's Most Hated Person", Cracked, Zoe Quinn, läst 12 augusti 2015
17. ↑  "A Former FBI Agent On Why It’s So Hard to Prosecute Gamergate Trolls", Slate, Amanda Hess, läst 12 augusti 2015
18. ↑  GamerGate: Part I: Sex, Lies, and Gender Games, Cathy Young, Reason.com, läst 15 april 2015
19. ↑  Adam Baldwin om #gamergate, Adam Baldwin, läst 15 april 2015
20. ↑  ”Twitter Search, Monitoring, & Analytics | Topsy.com”. topsy.com. Arkiverad från originalet den 4 maj 2015. https://web.archive.org/web/20150504144418/http://topsy.com/analytics?q1=. Läst 12 maj 2015.
21. ↑  Tropes vs. Women in Video Games: Woman as Background Decoration, Part 2, Anita Sarkeesian, The Mary Sue, läst 15 april 2015
22. ↑  Sarkeesian driven out of home by online abuse and death threats, Colin Campbell, Polygon.com, läst 15 april 2015
23. ↑  One week of harassment on Twitter, Anita Sarkeesian, Feminist Frequency, läst 15 april 2015
24. 1 2  Larsson, Åsa (2014-10-21): "Vad är #Gamergate – 9 frågor och svar". Arkiverad 1 december 2014 hämtat från the Wayback Machine. Metro.se. Läst 5 februari 2015.
25. ↑  "What is #GamerGate about?", Medium, Daniel Snider, läst 13 maj 2015
26. ↑  ”A brief note about the continued discussion about Kotaku's approach to reporting”. http://kotaku.com/a-brief-note-about-the-continued-discussion-about-kotak-1627041269. Läst 5 december 2025.
27. ↑  ”On Patreon support”. http://www.polygon.com/forums/meta/2014/8/26/6071669/on-patreon-support. Läst 13/5-15.
28. ↑  ”Exposed: The Secret Mailing List of the Gaming Journalism Elite - Breitbart”. http://www.breitbart.com/london/2014/09/17/exposed-the-secret-mailing-list-of-the-gaming-journalism-elite/. Läst 7 juli 2015.
29. 1 2  ”Editorial: The Truth About GamerGate and GameJournoPros | GamePolitics”. www.gamepolitics.com. Arkiverad från originalet den 7 juli 2015. https://web.archive.org/web/20150707202316/http://www.gamepolitics.com/2014/10/15/editorial-truth-about-gamergate-and-gamejournpros#.VZvJrPmqpBe. Läst 7 juli 2015.
30. ↑  ”Intel's awful capitulation to #gamergate's sexist thugs”. http://theweek.com/articles/443267/intels-awful-capitulation-gamergates-sexist-thugs. Läst 7 juli 2015.
31. 1 2  ”Chat logs show how 4chan users created #GamerGate controversy”. http://arstechnica.com/gaming/2014/09/new-chat-logs-show-how-4chan-users-pushed-gamergate-into-the-national-spotlight/. Läst 7 juli 2015.
32. ↑  ”Misogyny, death threats and a mob of trolls: Inside the dark world of video games with Zoe Quinn - target of #GamerGate”. http://www.telegraph.co.uk/women/womens-life/11082629/Gamergate-Misogyny-death-threats-and-a-mob-of-angry-trolls-Inside-the-dark-world-of-video-games.html. Läst 7 juli 2015.
33. ↑  Casey Johnston (10 september 2014). ”How 4chan manufactured the #GamerGate controversy”. Wired.co.uk. http://www.wired.co.uk/news/archive/2014-09/10/gamergate-chat-logs. Läst 10 mars 2015.
34. ↑  Björkman, Elias. ”Utstuderat näthat mot kvinnor i spelvärlden | SvD”. http://www.svd.se/ny-dokumentar-om-det-vidriga-kvinnohatet/om/kultur. Läst 7 juli 2015.
35. ↑  ”How do we know what we know about #Gamergate?”. http://www.cjr.org/behind_the_news/gamergate.php. Läst 7 juli 2015.
36. ↑  Viktor, Eriksson, (2015-09-10). Spelkärlek och kvinnohat. https://gupea.ub.gu.se/handle/2077/40569. Läst 9 augusti 2017.